# Distrito electoral federal 15 del estado de México
El XV Distrito Electoral Federal del Estado de México es uno de los 300 Distritos Electorales en los que se encuentra dividido el territorio de México para la elección de diputados federales y uno de los 40 en los que se divide el Estado de México. Su cabecera es Ciudad López Mateos.
El XV Distrito del Estado de México está ubicado en la región noroccidental del Valle de México, desde 2022 está conformado por las regiones central y noroccidental del municipio de Atizapán de Zaragoza. Lo integran 144 secciones electorales.

## Distritaciones anteriores

### Distritación 1996 - 2005
Entre 1996 y 2005 el Distrito XV fue integrado por las regiones centro y noroccidental del municipio de Tlalnepantla de Baz. Su cabecera distrital era la ciudad de Tlalnepantla.

### Distritación 2005 - 2017
Entre 2005 y 2017 en territorio del distrito electoral fue conformado por las regiones suroriental del municipio de Atizapán de Zaragoza y la región noroccidental del municipio de Tlalnepantla. Su cabecera distrital era la ciudad de Tlalnepantla.

### Distritación 2017 - 2022
Tras la distritación electoral nacional de 2014-2017 llevada a cabo por el Instituto Nacional Electoral el territorio del distrito electoral federal fue integrado por las regiones occidental y central del municipio de Atizapán de Zaragoza, la región oriental del municipio pertenecía al Distrito XIV. Su cabecera distrital era Ciudad López Mateos.

## Diputados por el distrito
| Legislatura                                                | Periodo                                           | Diputado                         | Grupo parlamentario                  |
| ---------------------------------------------------------- | ------------------------------------------------- | -------------------------------- | ------------------------------------ |
| I                                                          | 7 de diciembre de 1857-17 de mayo de 1861         |                                  |                                      |
| II                                                         | mayo de 1861-mayo de 1863                         |                                  |                                      |
| III                                                        | 20 de octubre de 1863-1865                        |                                  |                                      |
| IV                                                         | 5 de noviembre de 1867-14 de septiembre de 1868   |                                  |                                      |
| V                                                          | 15 de septiembre de 1869-15 de septiembre de 1871 |                                  |                                      |
| VI                                                         | 15 de septiembre de 1871-15 de septiembre de 1873 |                                  |                                      |
| VII                                                        | 15 de septiembre de 1873-15 de septiembre de 1875 |                                  |                                      |
| VIII                                                       | 15 de septiembre de 1875-22 de mayo de 1878       |                                  |                                      |
| IX                                                         | 2 de septiembre de 1878-15 de septiembre de 1880  |                                  |                                      |
| X                                                          | 16 de septiembre de 1880-15 de septiembre de 1882 |                                  |                                      |
| XI                                                         | 16 de septiembre de 1882-15 de septiembre de 1884 |                                  |                                      |
| XII                                                        | 16 de septiembre de 1884-15 de septiembre de 1886 |                                  |                                      |
| XIII                                                       | 16 de septiembre de 1886-15 de septiembre de 1888 |                                  |                                      |
| XIV                                                        | 16 de septiembre de 1888-15 de septiembre de 1890 |                                  |                                      |
| XV                                                         | 16 de septiembre de 1890-15 de septiembre de 1892 |                                  |                                      |
| XVI                                                        | 16 de septiembre de 1892-15 de septiembre de 1894 |                                  |                                      |
| XVII                                                       | 16 de septiembre de 1894-15 de septiembre de 1896 |                                  |                                      |
| XVIII                                                      | 16 de septiembre de 1896-15 de septiembre de 1898 |                                  |                                      |
| XIX                                                        | 16 de septiembre de 1898-15 de septiembre de 1900 |                                  |                                      |
| XX                                                         | 16 de septiembre de 1900-15 de septiembre de 1902 |                                  |                                      |
| XXI                                                        | 16 de septiembre de 1902-15 de septiembre de 1904 |                                  |                                      |
| XXII                                                       | 16 de septiembre de 1904-15 de septiembre de 1906 |                                  |                                      |
| XXIII                                                      | 16 de septiembre de 1906-15 de septiembre de 1908 |                                  |                                      |
| XXIV                                                       | 16 de septiembre de 1908-15 de septiembre de 1910 |                                  |                                      |
| XXV                                                        | 16 de septiembre de 1910-15 de septiembre de 1912 |                                  |                                      |
| XXVI                                                       | 16 de septiembre de 1912-10 de octubre de 1913    | Pedro Galicia Rodríguez          |                                      |
| XXVI (bis)                                                 | 16 de noviembre de 1913-5 de agosto de 1914       |                                  |                                      |
| Constituyente                                              | 1 de diciembre de 1916-5 de febrero de 1917       | Donato Bravo Izquierdo           |                                      |
| XXVII                                                      | 15 de abril de 1917-31 de agosto de 1918          | Donato Bravo Izquierdo           |                                      |
| XXVIII                                                     | 1 de septiembre de 1918-31 de agosto de 1920      |                                  |                                      |
| XXIX                                                       | 1 de septiembre de 1920-31 de agosto de 1922      |                                  |                                      |
| XXX                                                        | 1 de septiembre de 1922-31 de agosto de 1924      | Luis Manuel Díaz                 |                                      |
| El distrito 15 es suprimido en _. Es restablecido en 1972. |                                                   |                                  |                                      |
| XLIX                                                       | 1 de septiembre de 1973-31 de agosto de 1976      | María Martínez Rivera            | Partido Revolucionario Institucional |
| L                                                          | 1 de septiembre de 1976-31 de agosto de 1979      | Héctor Ximénez González          | Partido Revolucionario Institucional |
| LI                                                         | 1 de septiembre de 1979-31 de agosto de 1982      | Graciela Santana Benhumea        | Partido Revolucionario Institucional |
| LII                                                        | 1 de septiembre de 1982-31 de agosto de 1985      | Gildardo Herrera Gómez Tagle     | Partido Revolucionario Institucional |
| LIII                                                       | 1 de septiembre de 1985-31 de agosto de 1988      | Héctor Ximénez González          | Partido Revolucionario Institucional |
| LIV                                                        | 1 de septiembre de 1988-31 de octubre de 1991     | Martha Patricia Rivera Pérez     | Partido Revolucionario Institucional |
| LV                                                         | 1 de noviembre de 1991-31 de octubre de 1994      | Felipe Medina Santos             | Partido Revolucionario Institucional |
| LVI                                                        | 1 de noviembre de 1994-31 de agosto de 1997       | Francisco Maldonado Ruiz         | Partido Revolucionario Institucional |
| LVII                                                       | 1 de septiembre de 1997-28 de diciembre de 1999   | Rubén Mendoza Ayala              | Partido Acción Nacional              |
| LVII                                                       | 15 de marzo de 2000-31 de agosto de 2000          | José Luis Delgado Bravo          | Partido Acción Nacional              |
| LVIII                                                      | 1 de septiembre de 2000-11 de diciembre de 2002   | Ulises Ramírez Núñez             | Partido Acción Nacional              |
| LVIII                                                      | 11 de diciembre de 2002-31 de agosto de 2003      | Luis Trejo García                | Partido Acción Nacional              |
| LIX                                                        | 1 de septiembre de 2003-31 de agosto de 2006      | Magdalena González Furlong       | Partido Acción Nacional              |
| LX                                                         | 1 de septiembre de 2006-23 de abril de 2009       | Alejandro Landero Gutiérrez      | Partido Acción Nacional              |
| LX                                                         | 30 de abril de 2006-31 de agosto de 2009          | Patricia Josefina López Espinosa | Partido Acción Nacional              |
| LXI                                                        | 1 de septiembre de 2009-26 de abril de 2012       | Carlos Bello Otero               | Partido Acción Nacional              |
| LXI                                                        | 26 de abril de 2012-2 de julio de 2012            | Xóchitl Montes de Oca Rodríguez  | Partido Acción Nacional              |
| LXI                                                        | 2 de julio de 2012-31 de agosto de 2012           | Carlos Bello Otero               | Partido Acción Nacional              |
| LXII                                                       | 1 de septiembre de 2012-5 de marzo de 2015        | Alberto Díaz Trujillo            | Partido Acción Nacional              |
| LXII                                                       | 10 de marzo de 2015-12 de junio de 2015           | Víctor Sánchez Guerrero          | Partido Acción Nacional              |
| LXII                                                       | 12 de junio de 2015-31 de agosto de 2015          | Alberto Díaz Trujillo            | Partido Acción Nacional              |
| LXIII                                                      | 1 de septiembre de 2015-30 de marzo de 2018       | Román Francisco Cortés Lugo      | Partido Acción Nacional              |
| LXIII                                                      | 3 de abril de 2018-2 de julio de 2018             | Óscar Cuevas Corona              | Partido Acción Nacional              |
| LXIII                                                      | 2 de julio de 2018-31 de agosto de 2018           | Román Francisco Cortés Lugo      | Partido Acción Nacional              |
| LXIV                                                       | 1 de septiembre de 2018-31 de agosto de 2021      | Raúl Sánchez Barrales Zavalza    | Partido del Trabajo (México)         |
| LXV                                                        | 1 de septiembre de 2021-24 de abril de 2024       | Carlos Madrazo Limón             | Partido Acción Nacional              |
| LXV                                                        | 24 de abril de 2024-3 de junio de 2024            | Octavio Arellano Orozco          | Partido Acción Nacional              |
| LXV                                                        | 3 de junio de 2024-31 de agosto de 2024           | Carlos Madrazo Limón             | Partido Acción Nacional              |
| LXVI                                                       | 1 de septiembre de 2024-                          | Josefina Anaya Martínez          | Movimiento Regeneración Nacional     |

## Resultados Electorales

### Elecciones de 2024
|  | 47.15 % |

|  | 42.82 % |

|  | 7.68 % |

|  | 0.08 % |

|  | 2.27 % |

|  | 100.0 % |

|  | 64.48 % |

### Elecciones de 2021
|  | 52.95 % |

|  | 36.94 % |

|  | 2.97 % |

|  | 2.45 % |

|  | 1.45 % |

|  | 0.95 % |

|  | 0.06 % |

|  | 2.23 % |

|  | 100.00 % |

|  | 52.60 % |

### Elecciones de 2018
|  | 44.90 % |

|  | 29.65 % |

|  | 22.79 % |

|  | 0.04 % |

|  | 2.62 % |

|  | 100.00 % |

|  | 67.26 % |